# Merla roquera del Cap
La merla roquera del Cap (Monticola rupestris) és una espècie d'ocell de la família dels muscicàpids (Muscicapidae). Es troba a l'Àfrica austral. El seu hàbitat natural són els matollars, herbassars i roquissars. El seu estat de conservació es considera de risc mínim.